# JP Pietersen
Pour les articles homonymes, voir Pietersen.

a Compétitions nationales et continentales officielles uniquement.

b Matchs officiels uniquement.
Dernière mise à jour le 06 février 2021.
Jon-Paul Roger Pietersen, plus connu comme JP Pietersen, né le 12 juillet 1986 à Stellenbosch, est un ancien joueur de rugby à XV international sud-africain évoluant comme ailier, arrière ou centre.
Ce joueur, rapide et puissant, a remporté la Coupe du monde avec l'équipe nationale d'Afrique du Sud en 2007, en étant titulaire au poste d'ailier.

## Biographie
Né dans une famille de rugby, le jeune métis doit son prénom Jon-Paul Roger, « JPR », à l'admiration de sa famille pour la légende galloise JPR Williams. JP Pietersen a commencé le rugby au poste de deuxième ligne, chez les scolaires, où sa haute taille le prédestine à ce poste. Mais jouer deuxième ligne ne plaît pas au jeune garçon qui se morfond dans le rugby. C'est son oncle Christie Noble qui va le replacer sur l'aile où ses qualités et sa motivation semblent finalement le guider.
En 2005, JP Pietersen fait des débuts remarqués en Currie Cup avec la province des Natal Sharks. Il n'a que 19 ans et beaucoup d'espoirs sont fondés en lui. En 2006, malgré une saison marquée par les blessures, il participe à la Coupe du monde de rugby des moins de 21 ans, où l'Afrique du sud est battue en finale par la France qui organise l'épreuve. À peine la compétition terminée, il est retenu par l'équipe nationale d'Afrique du sud, les Springboks pour disputer le Tri Nations. Il y fait ses débuts contre la Nouvelle-Zélande. 
Capable de jouer à l'aile et à l'arrière, il est envisagé un temps comme le remplaçant potentiel de Percy Montgomery à l'arrière. L'émergence du jeune François Steyn, capable aussi de jouer à l'arrière, va remettre en question cette possibilité. En 2007, il inscrit 11 essais en 13 matchs lors du Super 14 et atteint la finale de la compétition avec les Sharks. Malgré ce parcours et la révélation de ses qualités de finisseur, Pietersen a ses détracteurs. Certains reprochent au joueur son manque d'adresse ballon en main, sa fragilité à la réception des chandelles et ses piètres qualités de défenseur. De plus, retenu dans le groupe sud-africain pour la Coupe du monde 2007 en France, son inexpérience et sa jeunesse ne plaident pas en sa faveur, pour qu'il soit perçu à l'égal de son coéquipier Bryan Habana. 
Néanmoins titularisé lors des deux premiers matchs, il inscrit 3 essais dont 2 contre l'équipe d'Angleterre. En quart de finale, il s'illustre particulièrement contre l'équipe des Fidji en repoussant le seconde ligne Ifereimi Rawaqa, hors de l'en but où il s'était jeté pour marquer. Ce plaquage sur un adversaire lui rendant plus de vingt kilos, alors que les Fidji étaient revenus à 23 à 20, ont contribué à lui donner une dimension plus grande et à révéler qu'il n'était pas un si "piètre" défenseur.
À la fin de la saison 2015-2016 de Top League, il est retenu dans l'équipe type de la compétition.
En juin 2017, il signe un contrat de deux ans avec le Rugby club toulonnais.
Le 5 février 2021, il annonce sa retraite sportive et précise qu'il va désormais entraîner l'équipe juniors de la franchise sud-africaine des Sharks.

## Statistiques

### En club
JP Pietersen dispute 122 rencontres de Super 14, ou Super 15, toutes sous les couleurs des Sharks, inscrivant 170 points. Il dispute également 42 rencontres de Currie Cup avec la province des Natal Sharks, avec 90 points marqués.
Il évolue également au Japon où dispute 25 matchs, pour 70 points.

### En équipe nationale
Au 12 novembre 2016, JP Pietersen compte 70 sélections, dont 65 en tant que titulaire, avec l'équipe d'Afrique du Sud depuis son premier match disputé le 9 septembre 2006 à Johannesbourg contre l'Australie. Il inscrit 120 points, soit 24 essais.
Champion du Monde en 2007, Il participe à trois éditions de la coupe du monde, lors de l'édition 2007 où il obtient sept sélections, face à l'équipe des Samoa, l'Angleterre, l'équipe des Tonga, les États-Unis, l'équipe des Fidji, l'Argentine, et de nouveau l'Angleterre, inscrivant quatre essais, vingt points, lors de l'édition 2011, où il affronte le pays de Galles, les Fidji, les Samoa et l'Australie et en 2015, où il joue contre le Japon, les Samoa et l'Écosse, le pays de Galles, la Nouvelle-Zélande et l'Argentine.

## Palmarès
- Membre de l'équipe type du Championnat du Japon en 2016